# 최아라 (1995년)
최아라(1995년 1월 21일 ~ )는 대한민국의 배우다.

## 생애

### 어린 시절(1995년 ~ )
1995년 1월 21일에 출생했다. 원래 본명은 최아진이었으나, 후에 최아라로 개명했다.

### 데뷔(2000년)
2000년 영화 《망막》으로 데뷔하였다. 과거에 배스킨라빈스 31의 광고 모델로 많이 알려지기도 하였다. 이국적인 외모가 특징이며 ‘잘 자라 주어서 고마운 아역 스타’ 로도 선정되기도 했다.

## 작품 목록

### 영화
- 2011년 《화이트: 저주의 멜로디》 - 아랑 역
- 2002년 《복수는 나의 것》 - 사장 딸 역
- 2000년 《망막》 - 딸 역

### 텔레비전 드라마
- 2004년 《두번째 프러포즈》 - 나아영 역
- 2012년 《신의 퀴즈 3》 - 도채경(제이나) 역

### 뮤직 비디오
- 2000년 O.P.P.A - 하느님
- 2007년 K.Will - 하리오
- 2009년 FT아일랜드 - 바래
- 2011년 승리 - V.V.I.P

### 기타
- 2003년 ~ 2005년 EBS《다빈치를 찾아라》

## 광고 모델
- 2000년 배스킨라빈스 31